# Lípa (Všestary)
Lípa (německy Leipa) je malá vesnice, část obce Všestary v okrese Hradec Králové. Nachází se asi 3 km na severozápad od Všestar. Prochází zde silnice I/35. V roce 2009 zde bylo evidováno 48 adres. V roce 2001 zde trvale žilo 129 obyvatel.
Lípa leží v katastrálním území Lípa u Hradce Králové o rozloze 2,96 km2.

## Historie
Jméno Lípa dostala osada založená buď na místě, kde před ní rostla lípa nebo byl lipový háj. Osada ta vznikla při potůčku, který v Dohalicích vlévá do Bystrice, a při staré obchodní cestě, která spojovala Hradec Králové s Hořicemi a Jičínem.
Lípa byla osídlena již v mladší době kamenné. Nasvědčují tomu hlavně nálezy kamenných nástrojů u dvora Gabrielina nad obcí, u kterého bylo na polích vyoráno mnoho střepů a nástrojů k drcení obilí. Pod vrchem Kavkazem na bývalém zádušním poli se při hlubším orání narazilo roku 1880 na velkou jámu s kamennými nástroji z prahorní břidlice - pravděpodobně dílna pravěkých řemeslníků. Nalezené předměty jsou uloženy v Národním muzeu, v muzeích v Hradci Králové, Pardubicích, Náchodě, Jaroměři a dokonce ve Vídni. V okolí byli nalezeny další sídelní jámy z doby platěnické, střepy rázu stradonického a sídliště se střepy hradištními. V katastru obce byly pak nalezeny kamenné nástroje, koule z vápence, měděný kruh, bronzové jehlice, hliněné přesleny, římské skleněné koule, bronzový štítek, závitky z dvojitého zlatého drátku aj.
Nad vsí stávala tvrz na místě čp. 3 a čp. 14. První známí držitelé Lípy byli Jan z Lípy a syn Mikuláš, připomínání roku 1339, v letech 1355 až 1364 Jan, rozený Bílý z rodu Kordulu ze Sloupna a roku 1408 Tomáš a Hosek (Hošek?) z Lípy. Počátkem 15. století pak Matěj Salava, který stal se praotcem Salavů z Lípy. Jejich příbuznými, též z Lípy pošlí, byli Trčkové z Lípy a Lipští z Lípy. Ti vládli na větší části Lípy v 15. století a na počátku 16. století, kdy žil tu Verek Lipský. Sirotci po něm, Jan, Ludmila a Hedvika, prodali tvrz a dvůr ze dřeva vystavěné spolu se vsí před rokem 1540 Mikulášovi Bořkovi z Dohalic. Za nových majitelů Bořků z Dohalic byla ke konci 16. století Lípa připojena nejprve k Dohalicům a pak po nějaký čas drželi ji jako statek samostatný. Po smrti Zdeňka Bořka Dohalického z Dohalic byla Lípa roku 1599 prodána Janu Přechovi Třemeskému ze Železna za 4 850 kop grošů. Před rokem 1619 byla k panství Smiřickému přikoupena i druhá část Lípy. Pak byla Lípa několikrát odprodána, až ji naposledy koupil baron Liebig a jako věno jeho dcery Gabriely se dostala pod panství pánů Dobřenských z Dobřenic.
Ještě roku 1619 tvrz stála. Byla dřevěná a bylo v ní několik světnic, komor, kuchyně a sklep. Roku 1645 byla však ves i s tvrzí popleněna Švédy a již nebyla obnovena. Při zániku tvrze došlo pravděpodobně též k zasypání vstupu do sklepů, které se později staly zdrojem místní pověsti o pokladech v nich ukrytých. Při tvrzi stál hrazený dřevěný dvůr se sýpkou, do níž se za panování Marie Terezie a Josefa II. ukládalo obilí, aby se z ní mohlo dostat poddaným v případě neúrody. Ze dvora zbyl pouze ovčinec čp. 4. Kde je stavení č. 15, stávala prý kaple, jež ke tvrzi náležela a k níž se přes úpad vedla lávka.
Roku 1651 měla Lípa 102 obyvatel. Roku 1654 zde na 57 korcích hospodařili 4 sedláci, 7 chalupníků a 2 zahradníci. V roce 1713 pak 4 sedláci a 11 zahradníků, což svědčí o rozdrobení chalupnických gruntů. Pode dvorem Gabrieliným při cestě vozové stála na kamenném sloupu kamenná socha sv. Jana Nepomuckého z roku 1720. Dnes je přemístěna.
V bitvě roku 1866 byla Lípa sídlem vrchního velitele rakouské armády, polního zbrojmistra rytíře Ludvíka von Benedeka. Stala se terčem pruské i rakouské dělostřelby. Granáty byla zapálena stavení č. 2, 24, a 28. Úroda byla zničena. Po válce navštívil Lípu císař František Josef I. Dal sepsat škody, ale náhrada nebyla spravedlivě rozdělena. Kdo se ozval, byl žalován a pro výstrahu druhým odsouzen.
Do první světové války bylo povoláno 14 záložníků, z nich 4 padli. Jejich jména jsou uvedena na pomníku u nového hřbitova na Lípě. Jeden voják byl zajat. Po první světové válce byl státem zkonfiskován Gabrielin dvůr a přeměněn na státní statek. V roce 1926 byla provedena parcelace jeho pozemků a několika drobným zemědělcům přiděleno po 1 až 2 ha půdy. Občané z Lípy dostali 4 ha, z Chlumu 15 ha a z Čistěvsi 6 ha půdy.
V září 1944 byl gestapem zatčen Josef Horáček a do konce dubna 1945 vězněn v Terezíně na Malé pevnosti. Vrátil se s podlomeným zdravím. Dva občané z Lípy byli nasazeni na nucené práce do Německa. V březnu a dubnu 1945 procházely Lípou transporty zajatců různých národností. Jeden občan kolaboroval s Němci. V roce 1945 se z Lípy odstěhovalo dosídlovat pohraničí opuštěné Němci 12 rodin (celkem 38 lidí), zejména bezzemků a dělníků. Odešli zejména na Trutnovsko a k Vrchlabí.
Po Únoru 1948 byla uvalena nucené správa na 80 ha půdy, z nichž vznikl státní statek. Později vzrostl na 130 ha. Kolektivizace zemědělství byla ukončena v roce 1958, kdy byli všichni dosud samostatně hospodařící rolníci nuceni vstoupit do státního statku. I přes zvýšený nátlak se totiž nepodařilo v obci založit JZD. Výměra obhospodařované půdy statkem se tak zvýšila na 240 ha.